# Julie Brougham
Julie Brougham (* 20. Mai 1954 in Palmerston North; † 9. Dezember 2021) war eine neuseeländische Dressurreiterin.

## Karriere
Julie Brougham begann im Alter von vier Jahren mit dem Reitsport. 2008 kam sie zu ihrem Pferd Vom Feinstein. Mit diesem belegte sie bei den Olympischen Sommerspielen 2016 in Rio de Janeiro im Dressurreiten-Einzel den 44. Platz. Zum Zeitpunkt ihrer Olympiateilnahme war Brougham 62 Jahre alt und damit älteste Teilnehmerin des Landes.
2018 wurde Brougham erstmals neuseeländische Meisterin und nahm an den Weltreiterspielen teil.
Im Oktober 2018 wurde bei Brougham Magenkrebs diagnostiziert. Zwar kehrte sie zum Wettkampfsport zurück, beendete aber Anfang 2021 ihre Karriere. Im Dezember 2021 erlag sie ihrem Krebsleiden.